# Masataka Morizono
Masataka Morizono (jap. 森薗 政崇, Morizono Masataka; * 5. April 1995 in Nishitōkyō, Präfektur Tokio) ist ein japanischer Tischtennisspieler. Im Doppel mit Yūya Ōshima gewann er zweimal die World Tour Grand Finals und wurde 2017 Vize-Weltmeister.

## Werdegang
Masataka Morizono begann im Alter von vier Jahren mit dem Tischtennisspielen. International trat er erstmals 2009 auf und nahm am World Junior Circuit teil, 2013 gewann er die World Junior Circuit Finals. In diesem Jahr war er auch zum ersten Mal auf internationaler Ebene im Erwachsenenbereich aktiv und rückte in der Weltrangliste unter die Top 100 vor. Bei den Polish Open gewann er mit Kohei Sambe Silber im Doppel und damit seine erste Medaille auf der World Tour. Zusammen siegten sie auch bei der japanischen Meisterschaft. Seine erste Einzelmedaille auf der World Tour holte Morizono 2014, als er bei den Spanish Open den zweiten Platz erreichte. Im Einzel und im Doppel mit Kohei Sambe war er so erfolgreich, dass er sich in beiden Wettbewerben für die Grand Finals qualifizierte, wo er jeweils in der ersten Runde ausschied. Bei der japanischen Meisterschaft holte Morizono an der Seite von Sambe erneut Gold. 2011 wurde er vom TTC Frickenhausen verpflichtet, bei dem er zunächst in unterklassigen Mannschaften antrat und ab der Saison 2014/15 in der Bundesliga spielte. 2015 zog der Verein die Mannschaft aus finanziellen Gründen aus der ersten Liga zurück.
Ab 2015 spielte Morizono im Doppel nicht mehr mit Kohei Sambe, sondern mit Yūya Ōshima. In diesem Jahr nahm er an seiner ersten Weltmeisterschaft teil, bei der er im Doppel das Viertelfinale erreichte, bei der Universiade gewann er Gold im Einzel. Zudem spielte er erneut erfolgreich auf der World Tour, sodass er in der Weltrangliste auf Position 21 vorrücken, erneut an den Grand Finals teilnehmen und dort mit Yūya Ōshima sogar die Goldmedaille gewinnen konnte. Bei der Asienmeisterschaft holten sie Bronze. In der Saison 2015/16 spielte Morizono in Tschechien beim Club STEN marketing HB Ostrov, für den er in der Champions League auf eine Bilanz von 5:4 kam. Mit dem dritten Platz in der Gruppenphase qualifizierte sich das Team für das Viertelfinale des ETTU Cups, schied dort aber gegen Istres TT aus. Unter anderem durch die Siege bei den German und Polish Open qualifizierten sich Morizono und Ōshima auch 2016 wieder für die Grand Finals, bei denen sie Silber gewannen. Zur Saison 2016/17 wechselte er zum Bundesligisten ASV Grünwettersbach, für den er als bester Spieler der Liga eine Bilanz von 16:5 erreichte. Bei der WM 2017 gewann er Silber im Doppel, bei der Universiade Gold im Einzel und Doppel sowie Silber im Team. Ende des Jahres gewann er zum zweiten Mal die Grand Finals im Doppel, in der TTBL wurde er mit einer 16:4-Bilanz erneut bester Spieler.
2018 verließ er Grünwettersbach und schloss sich dem japanischen Verein Okayama Rivets an. In diesem Jahr trat er auch im Mixed mit Mima Itō an und konnte bei den Grand Finals sowohl mit ihr als auch im Doppel mit Ōshima das Halbfinale erreichen. Für die Team-Weltmeisterschaft wurde er allerdings nicht nominiert, dafür für die Individual-WM 2019, bei der er mit Itō ins Viertelfinale kam. Auf der World Tour trat er 2019 im Doppel vor allem mit Maharu Yoshimura an, konnte sich aber zum ersten Mal seit 2013 in keinem Wettbewerb für die Grand Finals qualifizieren.

## Doppelpartner
- 2013–2014:  Kohei Sambe
- 2015–2018:  Yūya Ōshima
- 2019–:  Maharu Yoshimura

## Privat
Masataka Morizonos Schwester Misaki und sein Bruder Mizuki spielen ebenfalls international Tischtennis.

## Ergebnisübersicht
Quelle: ITTF-Datenbank
| Verband | Veranstaltung                | Jahr | Ort            | Land | Einzel        | Doppel        | Mixed         | Team   | U-21      |
| ------- | ---------------------------- | ---- | -------------- | ---- | ------------- | ------------- | ------------- | ------ | --------- |
| JPN     | Asienmeisterschaft           | 2017 | Wuxi           | CHN  |               | Viertelfinale | Silber        |        |           |
| JPN     | Asienmeisterschaft           | 2015 | Pattaya        | THA  | letzte 32     | Halbfinale    | Viertelfinale |        |           |
| JPN     | ITTF Challenge Series        | 2019 | Asunción       | PAR  | Gold          | Gold          |               |        |           |
| JPN     | ITTF Challenge Series        | 2018 | Bangkok        | THA  | Silber        | Halbfinale    |               |        |           |
| JPN     | ITTF World Tour              | 2019 | Linz           | AUT  | Qual.         | Halbfinale    |               |        |           |
| JPN     | ITTF World Tour              | 2019 | Busan          | KOR  | Qual.         | Halbfinale    |               |        |           |
| JPN     | ITTF World Tour              | 2019 | Doha           | QAT  | letzte 32     | Viertelfinale | Silber        |        |           |
| JPN     | ITTF World Tour              | 2018 | Linz           | AUT  | Qual.         | Gold          |               |        |           |
| JPN     | ITTF World Tour              | 2018 | Panagjurischte | BUL  | letzte 16     | Silber        |               |        |           |
| JPN     | ITTF World Tour              | 2018 | Geelong        | AUS  | letzte 32     | Silber        |               |        |           |
| JPN     | ITTF World Tour              | 2018 | Shenzhen       | HKG  | Qual.         | Viertelfinale | Silber        |        |           |
| JPN     | ITTF World Tour              | 2018 | Hongkong       | HKG  | Qual.         | Silber        |               |        |           |
| JPN     | ITTF World Tour              | 2018 | Bremen         | GER  | Qual.         | Halbfinale    |               |        |           |
| JPN     | ITTF World Tour              | 2017 | Tokio          | JPN  | Qual.         | Halbfinale    |               |        |           |
| JPN     | ITTF World Tour              | 2017 | Doha           | QAT  | Qual.         | Gold          |               |        |           |
| JPN     | ITTF World Tour              | 2017 | Neu-Delhi      | IND  | letzte 16     | Gold          |               |        |           |
| JPN     | ITTF World Tour              | 2016 | Warschau       | POL  | letzte 32     | Gold          |               |        |           |
| JPN     | ITTF World Tour              | 2016 | Doha           | QAT  | letzte 32     | Halbfinale    |               |        |           |
| JPN     | ITTF World Tour              | 2016 | Berlin         | GER  | letzte 32     | Gold          |               |        |           |
| JPN     | ITTF World Tour              | 2015 | Stockholm      | SWE  | letzte 16     | Halbfinale    |               |        |           |
| JPN     | ITTF World Tour              | 2015 | Kobe           | JPN  | letzte 16     | Halbfinale    |               |        |           |
| JPN     | ITTF World Tour              | 2015 | Zagreb         | HRV  | letzte 16     | Gold          |               |        |           |
| JPN     | ITTF World Tour              | 2014 | Jekaterinburg  | RUS  | letzte 16     | Halbfinale    |               |        |           |
| JPN     | ITTF World Tour              | 2014 | Olmütz         | CZE  | Viertelfinale | Gold          |               |        | letzte 16 |
| JPN     | ITTF World Tour              | 2014 | Incheon        | KOR  | letzte 64     | Halbfinale    |               |        |           |
| JPN     | ITTF World Tour              | 2014 | Almería        | ESP  | Silber        | Viertelfinale |               |        |           |
| JPN     | ITTF World Tour              | 2013 | Spała          | POL  |               | Silber        |               |        |           |
| JPN     | ITTF World Tour Grand Finals | 2018 | Incheon        | KOR  |               | Halbfinale    | Halbfinale    |        |           |
| JPN     | ITTF World Tour Grand Finals | 2017 | Astana         | KAZ  |               | Gold          |               |        |           |
| JPN     | ITTF World Tour Grand Finals | 2016 | Doha           | QAT  |               | Silber        |               |        |           |
| JPN     | ITTF World Tour Grand Finals | 2015 | Lissabon       | POR  |               | Gold          |               |        |           |
| JPN     | ITTF World Tour Grand Finals | 2014 | Bangkok        | THA  | letzte 16     | Viertelfinale |               |        |           |
| JPN     | Universiade                  | 2017 | Taipeh         | TPE  | Gold          | Gold          |               | Silber |           |
| JPN     | Universiade                  | 2015 | Gwangju        | KOR  | Gold          |               |               |        |           |
| JPN     | Weltmeisterschaft            | 2021 | Houston        | USA  | letzte 64     | letzte 16     |               |        |           |
| JPN     | Weltmeisterschaft            | 2019 | Budapest       | HUN  | letzte 32     | letzte 32     | Viertelfinale |        |           |
| JPN     | Weltmeisterschaft            | 2017 | Düsseldorf     | GER  |               | Silber        |               |        |           |
| JPN     | Weltmeisterschaft            | 2015 | Suzhou         | CHN  |               | Viertelfinale |               |        |           |
| JPN     | World Junior Circuit         | 2012 | Platja d’Aro   | ESP  | Gold          |               |               |        |           |
| JPN     | World Junior Circuit         | 2012 | Taipei         | TPE  | Gold          |               |               |        |           |
| JPN     | World Junior Circuit         | 2009 | Gold Coast     | AUS  | Halbfinale    |               |               |        |           |
| JPN     | World Junior Circuit Finals  | 2013 | Guatemala      | GUA  | Gold          |               |               |        |           |